# Wyschlik grzebykorożny
Wyschlik grzebykorożny (Ptilinus pectinicornis) – chrząszcz z rodzaju Ptilinus z rodziny kołatkowatych, szkodnik drewna.

## Opis
Ciało koloru brązowego, walcowate oraz wydłużone. Dorasta do długości 3-5 mm. Przednia górna część tułowia, nazywana przedpleczem, jest kulista, występują na niej drobne ząbki. Samice posiadają czułki piłkowane, natomiast samiec czułki w kształcie grzebyków.

## Występowanie
Występuje na Syberii, Azji Mniejszej oraz całej Europie. W Polsce spotykany jest głównie w drewnie liściastym np. dąb, olcha czy buk. Drewno liściaste posiada strukturę odpowiednią dla rozwoju wyschlika. Wyschlik może żerować na drzewie iglastym, jednak z braku odpowiednich warunków nie będzie się w nim rozmnażać. Prowadzi dzienny tryb życia.

## Znaczenie
Wyschlik grzebykorożny to groźny szkodnik drewna, który masowo atakuje drzewa liściaste. Drąży korytarze o średnicy ok. 2 mm. Powoduje zranienia drewna, osłabiając je, co doprowadza do łamania.
Liczne badania wykazują, że wyrośnięte larwy wyschlika grzebykorożnego są znacznie bardziej wrażliwe na działanie wielu środków czynnych zawartych w impregnatach, niż wyrośnięte larwy kołatka domowego. Larwy wyschlika są także nieco bardziej wrażliwe na działanie wysokich temperatur niż larwy kołatka domowego i dużo bardziej wrażliwe niż znacznie większe larwy spuszczela pospolitego. Larwy wyschlika podobnie jak larwy kołatka domowego, są znacznie bardziej odporne na działanie promieni gamma, niż larwy spuszczela pospolitego.